# Annamitisch Gebergte

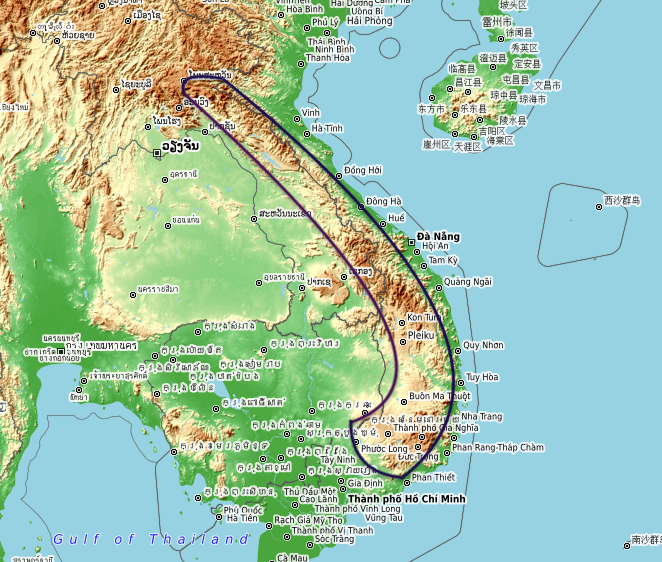
Locatie van het Annamitisch Gebergte

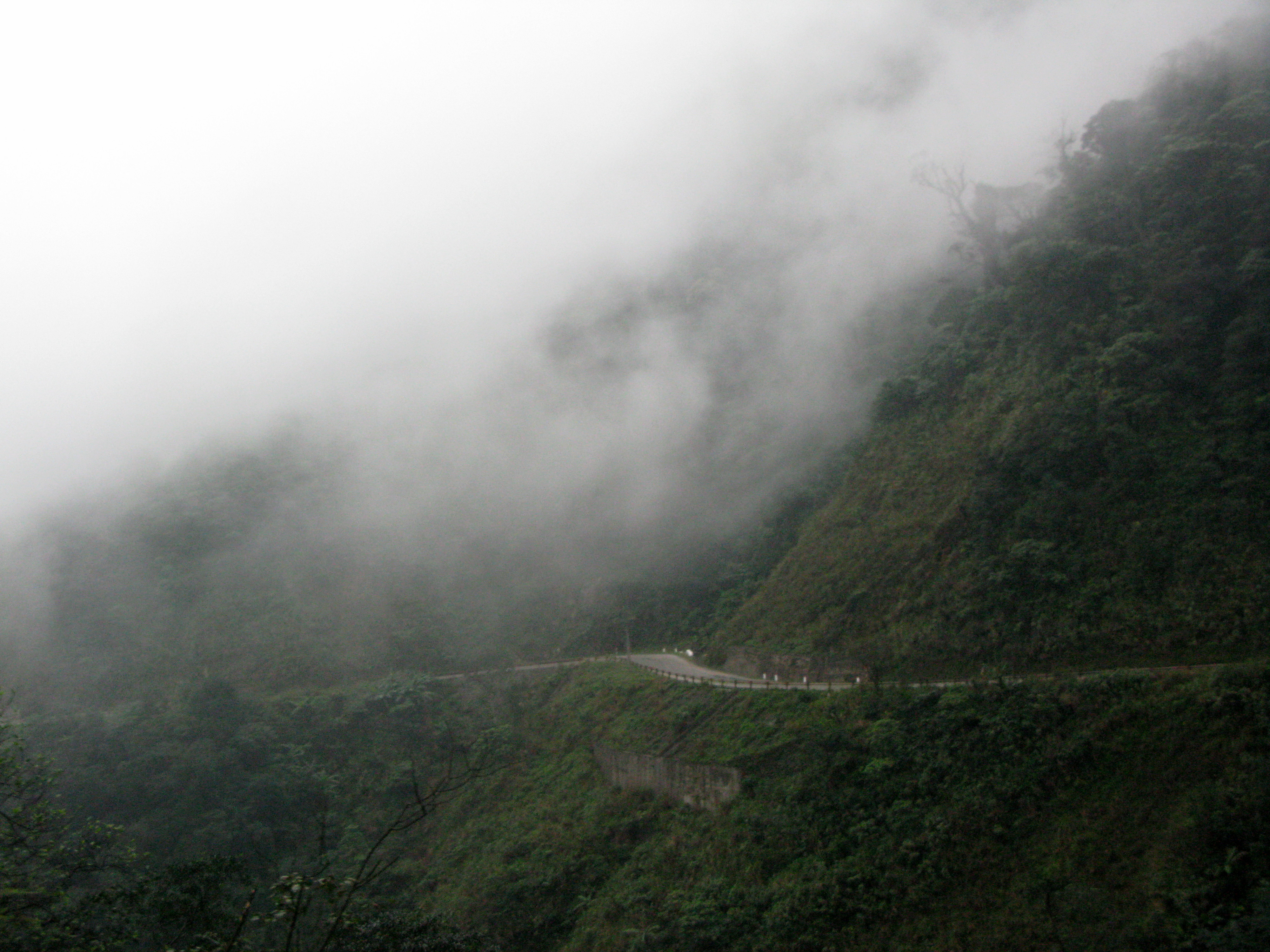
Weg door het Annamitisch gebergte.

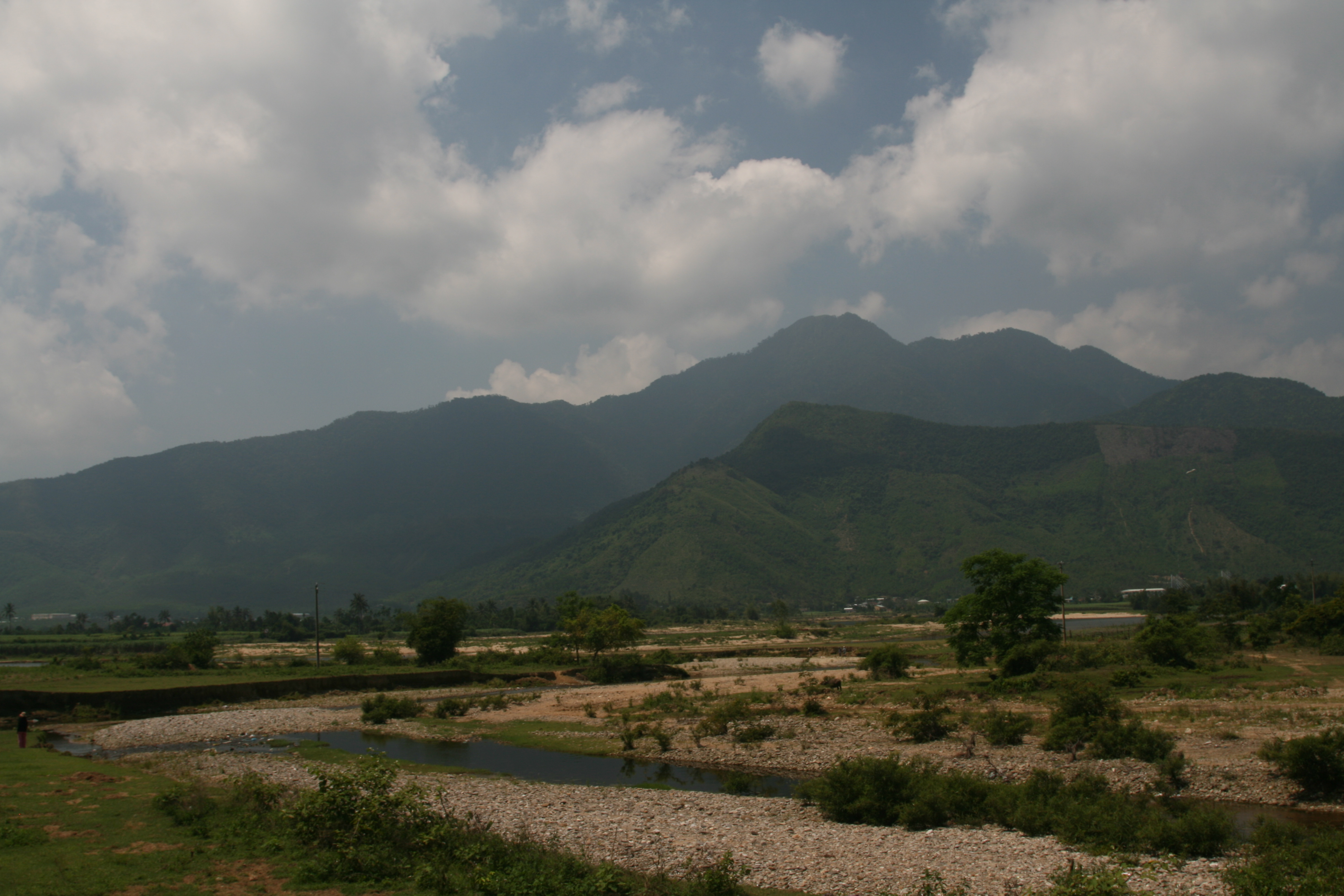
Het vlakke landschap voor het Annamitisch gebergte.

Het Annamitisch Gebergte – in Vietnam bekend als “Dãy Trường Sơn” en in Laos als “Xai Phou Luang” – ligt in oostelijk Indochina op de grens van Vietnam en de buurlanden Laos en Cambodja.
Dit gebergte is een systeemgebergte of bergketen dat zich uitstrekt over een lengte van 1100 kilometer.
Deze keten loopt parallel aan de Vietnamese kust van de Zuid-Chinese Zee, en met aan de westzijde de rivier de Mekong. Aan deze oostzijde rijst het gebergte vanuit de vlakte steil op. Veel korte rivieren voeren het water af naar de Mekong. Aan de westzijde lopen de hellingen geleidelijker af.
Van noord naar zuid zijn de drie belangrijkste plateaus het Phouane Plateau, Nakai Plateau en Bolaven Plateau. De hoogste piek is de Phu Bia met 2819 meter.
"Annamitisch" komt uit het Chinees van “An-nam” dat "gepacificeerd zuiden" betekent. Verwijzend naar de voormalige Chinese provincie Annam en het Protectoraat Annam.

## Ecologie
Het  Annamitisch Gebergte is een belangrijke ecoregio van tropische loofbossen en kan in een noordelijk- en zuidelijk terrestrisch regio worden onderscheiden. Deze regio’s staan vermeld op de Global 200 van het Wereld Natuurfonds.
In het gebied leven het (pas in 2000 wetenschappelijk beschreven) Annamitisch gestreept konijn, een antilope-achtige saola, de apensoort pygathrix, de grote gaur, het Chinees schubdier, de Indo-Chinese tijger en de Vietnamese muntjak. Verder nog talrijke reptielen en amfibieën, waarvan een deel endemisch is.